# Aylax phaeopappucii
Aylax phaeopappucii is een vliesvleugelig insect uit de familie van de echte galwespen (Cynipidae). De wetenschappelijke naam van de soort is voor het eerst geldig gepubliceerd in 1983 door Dyakonchuk.